# Vua đầu bếp nhí (mùa 1)
Vua đầu bếp nhí: MasterChef Junior Vietnam 2016 là mùa thứ nhất của chương trình truyền hình thực tế Vua đầu bếp nhí: MasterChef Junior Vietnam. Đây là phiên bản của cuộc thi nấu ăn trên truyền hình MasterChef có nguồn gốc từ Anh do Công ty BHD và Đài truyền hình Việt Nam mua bản quyền và thực hiện.
Sau 13 tuần, cậu bé Đinh Thanh Hải đến từ TPHCM, là nhà vô địch mùa 1. Á quân là Nguyễn Danh Đức Hải đến từ Hà Nội.

## Định dạng chương trình
Hầu hết các định dạng chương trình Masterchef đều bắt nguồn từ bản Masterchef của đài BBC Anh quốc. Masterchef Việt Nam có định dạng gần giống với định dạng của Masterchef Mỹ.
- Vòng thử thách: Ngay sau vòng loại, các thí sinh sẽ tham gia vòng thử thách để chọn ra những người cuối cùng tham gia MasterChef.
- Chiếc hộp bí mật: Ở những tập có số thí sinh lẻ, các thí sinh sẽ tham gia thử thách chiếc hộp bí mật. Mỗi thí sinh nhận một chiếc hộp giống nhau bên trong có nguyên liệu nấu ăn.
- Phần loại trừ: Diễn ra sau Chiếc hộp bí mật. Người chiến thắng ở phần thi Chiếc hộp bí mật sẽ có ưu đãi đặc biệt ở phần này như chọn đề thi cho các thí sinh còn lại, và có thể không phải thi phần này, thường là ở những vòng đầu, về sau có thể vẫn phải thi tùy theo tổ chức của chương trình. Người thua cuộc sẽ phải rời khỏi khỏi căn bếp MasterChef.
- Thử thách đồng đội: Ở những tập có số thí sinh chẵn (trừ trận chung kết) thì các thí sinh được chia ra làm hai đội. Đội trưởng hai đội là hai thí sinh nấu tốt ở phần thử thách loại trừ trước đó. Đề bài thường là nấu một thực đơn phục vụ nhiều thực khách. Đội thắng sẽ do các thực khách bỏ phiếu. Đội thua sẽ phải vào Thử thách áp lực.
- Thử thách áp lực: Diễn ra sau Thử thách Đồng đội. Đội thua trong phần trước sẽ tham gia phần này. Có thể một số thí sinh sẽ được miễn phần này. Người thua cuộc sẽ phải rời khỏi căn bếp MasterChef.

## Ban giám khảo
- Phan Tôn Tịnh Hải
- Alain Nguyễn
- Jack Lee

## Top 12
| Họ tên              | Sinh năm | Quê quán                         | Trạng thái                   |
| ------------------- | -------- | -------------------------------- | ---------------------------- |
| Đinh Thanh Hải      | 2003     | Thành phố Hồ Chí Minh            | Nhà vô địch ngày 25 tháng 12 |
| Nguyễn Danh Đức Hải | 2003     | Hà Nội                           | Á quân ngày 25 tháng 12      |
| Vũ Nguyễn Minh Anh  | 2003     | Thành phố Hồ Chí Minh            | Loại ngày 25 tháng 12        |
| Phạm Bảo Anh        | 2002     | Hà Nội                           | Loại ngày 25 tháng 12        |
| Lê Công Quốc Huân   | 2004     | Thành phố Hồ Chí Minh            | Loại ngày 11 tháng 12        |
| Nguyễn Phương Linh  | 2003     | Hà Nội gốc Singapore             | Loại ngày 4 tháng 12         |
| Nguyễn Hoàng Hải    | 2006     | Thành phố Hồ Chí Minh gốc Hà Nội | Loại ngày 27 tháng 11        |
| Nguyễn Lê Hiền Anh  | 2006     | Hà Nội                           | Loại ngày 20 tháng 11        |
| Trần Gia Huy        | 2007     | Thành phố Hồ Chí Minh            | Loại ngày 30 tháng 10        |
| Trần Minh Hoàng     | 2004     | Quảng Ninh                       | Loại ngày 30 tháng 10        |
| Trần Thuận Thành    | 2002     | Thành phố Hồ Chí Minh            | Loại ngày 23 tháng 10        |
| Nguyễn Đỗ Vân Anh   | 2002     | Thành phố Hồ Chí Minh            | Loại ngày 23 tháng 10        |

## Thứ tự bị loại
| Vị trí | Thí sinh    | Tập   | Tập   | Tập   | Tập   | Tập | Tập   | Tập   | Tập   | Tập   | Tập   | Tập   | Tập   | Tập   | Tập  | Tập   | Tập         | TT2 |
| Vị trí | Thí sinh    | 4     | 4     | 5     | 5     | 6   | 6     | 7     | 8     | 8     | 9     | 10    | 10    | 11    | 11   | 13    | 13          | TT2 |
| ------ | ----------- | ----- | ----- | ----- | ----- | --- | ----- | ----- | ----- | ----- | ----- | ----- | ----- | ----- | ---- | ----- | ----------- | --- |
| 1      | Thanh Hải   | QUA   | Thắng | Thắng | QUA   | QUA | Thắng | Thắng | QUA   | QUA   | Thắng | CAO   | Thắng | QUA   | QUA  | Thắng | NHÀ VÔ ĐỊCH | 8   |
| 2      | Đức Hải     | Thắng | QUA   | QUA   | Thắng | QUA | Thắng | AL    | CAO   | QUA   | Thắng | QUA   | QUA   | QUA   | QUA  | Thắng | Á quân      | 5   |
| 3-4    | Minh Anh    | QUA   | QUA   | Thắng | QUA   | QUA | Thắng | Thắng | Thắng | MIỄN  | Thắng | CAO   | QUA   | Thắng | MIỄN | Loại  |             | 6   |
| 3-4    | Bảo Anh     | QUA   | QUA   | QUA   | QUA   | QUA | Thắng | AL    | CAO   | Thắng | TAL   | QUA   | THẤP  | QUA   | QUA  | Loại  |             | 3   |
| 5      | Quốc Huân   | QUA   | QUA   | Thắng | QUA   | QUA | Thắng | AL    | QUA   | QUA   | AL    | Thắng | QUA   | QUA   | Loại |       |             | 3   |
| 6      | Phương Linh | CAO   | QUA   | Thắng | QUA   | QUA | Thắng | Thắng | QUA   | THẤP  | AL    | QUA   | Loại  |       |      |       |             | 3   |
| 7      | Hoàng Hải   | QUA   | QUA   | QUA   | QUA   | QUA | Thắng | Thắng | QUA   | THẤP  | Loại  |       |       |       |      |       |             | 2   |
| 8      | Hiền Anh    | QUA   | THẤP  | QUA   | QUA   | QUA | Thắng | AL    | QUA   | Loại  |       |       |       |       |      |       |             | 1   |
| 9-10   | Gia Huy     | CAO   | QUA   | QUA   | Loại  |     |       |       |       |       |       |       |       |       |      |       |             | 0   |
| 9-10   | Minh Hoàng  | QUA   | THẤP  | Thắng | Loại  |     |       |       |       |       |       |       |       |       |      |       |             | 1   |
| 11-12  | Vân Anh     | QUA   | Loại  |       |       |     |       |       |       |       |       |       |       |       |      |       |             | 0   |
| 11-12  | Thuận Thành | QUA   | Loại  |       |       |     |       |       |       |       |       |       |       |       |      |       |             | 0   |

     (NHÀ VÔ ĐỊCH) Thí sinh chiến thắng cuộc thi.
     (Á quân) Thí sinh về nhì trong cuộc thi.
     (Thắng) Thí sinh thắng thử thách cá nhân (Thử thách Chiếc hộp Bí ẩn hay Thử thách Sáng tạo).
     (Thắng) Thí sinh nằm trong đội chiến thắng của Thử thách Đồng đội và được đi tiếp vào vòng sau.
     (Thắng) Thí sinh nằm trong đội chiến thắng của Thử thách Đồng đội nhưng vẫn phải tham gia Bài thi Áp lực.
     (CAO) Thí sinh là một trong những người được đánh giá cao trong thử thách cá nhân, nhưng không thắng.
     (QUA) Thí sinh không phải là người được đánh giá cao hay rơi vào nguy hiểm trong thử thách cá nhân.
     (MIỄN) Thí sinh thắng trong Thử thách Chiếc hộp Bí ẩn và không phải tham gia Thử thách Sáng tạo.
     (MIỄN) Thí sinh được người chiến thắng Thử thách Chiếc hộp Bí ẩn chọn và không phải tham gia Thử thách Sáng tạo.
     (TAL) Thí sinh được người chiến thắng thử thách áp lực.
     (AL) Thí sinh là thành viên của đội thua cuộc trong Thử thách Đồng đội, tham gia Bài thi Áp lực và an toàn đi tiếp.
     (KAL) Thí sinh là thành viên của đội thua cuộc trong Thử thách Đồng đội, nhưng được miễn không phải tham gia Bài thi Áp lực.
     (THẤP) Thí sinh là một trong những người rơi vào nguy hiểm trong một thử thách cá nhân, và được an toàn đi tiếp.
     (THẤP) Thí sinh là một trong những người rơi vào nguy hiểm trong một thử thách đồng đội, và được an toàn đi tiếp.
     (THẤP) Thí sinh là một trong những người bị đánh giá thấp trong một thử thách, nhưng không có đánh giá loại.
     (THẤP) Thí sinh là người bị đánh giá thấp trong một thử thách nhưng không bị loại, được giám khảo giữ lại.
     (Loại) Thí sinh bị loại khỏi Vua Đầu Bếp.